# Головень
Головень (Squalius) — рід променеперих риби родини ялецевих, що містить європейських головнів (головень європейський — це, власне, і є S. cephalus). Цей рід належить до підродини Leuciscinae як і інші головні й яльці взагалі.
Євразійський ялець, Leuciscus, є близьким родичем. Види роду Squalius раніше були повністю включені у рід Leuciscus, і їх розмежування по відношенню один до одного було невизначеним. Багато видів, останнім часом, були переміщені з одного роду в інший. Як правило, види Leuciscus, в сучасному розумінні цього слова, є широко поширенні у всій Євразії, в той час як види Squalius майже обмежується сучасною Європою.
Гібридизація не рідкісна в Cyprinidae, у тому числі й цього роду. S. alburnoides, як відомо, має гібридне походження, предки походять з доісторичних видів, пов'язаних з Anaecypris; останні пов'язані з предками S. pyrenaicus. Сучасні S. alburnoides спаровуються з симпатричними родинними видами.

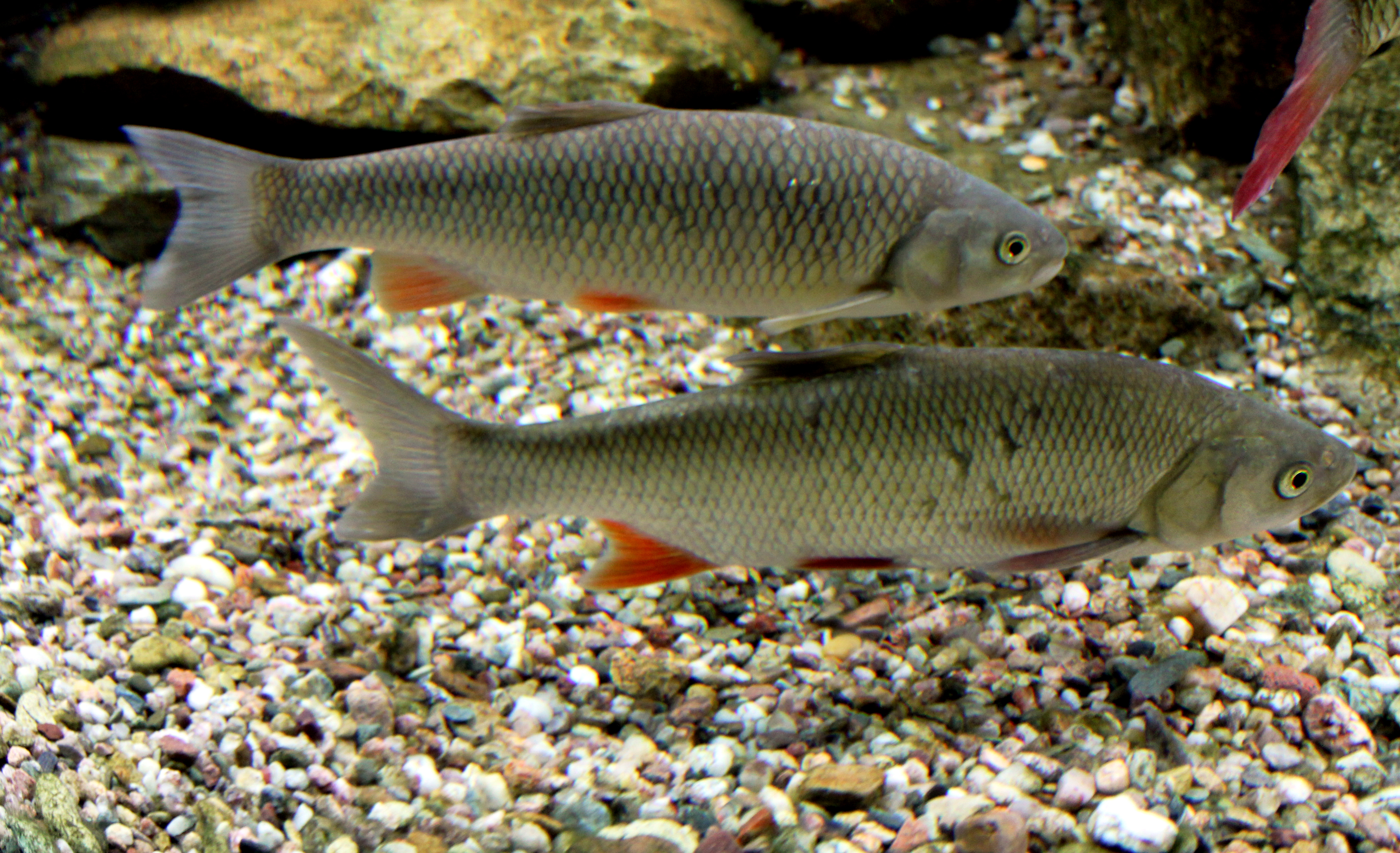
Виставка "Підводна Влтава", Прага

## Види
До складу роду включають такі види:
- Squalius adanaensis Turan, Kottelat & Doğan, 2013
- Squalius agdamicus Kamensky, 1901
- Squalius alburnoides (Steindachner, 1866)
- Squalius albus (Bonaparte, 1838)
- Squalius anatolicus (Bogutskaya, 1997)
- Squalius aphipsi (Aleksandrov 1927)
- Squalius aradensis (Coelho, Bogutskaya, Rodrigues & Collares-Pereira, 1998)
- Squalius aristotelis Özuluğ & Freyhof, 2011
- Squalius berak Heckel, 1843
- Squalius cappadocicus Özuluğ & Freyhof, 2011
- Squalius carinus Özuluğ & Freyhof, 2011
- Squalius carolitertii (Doadrio, 1988)
- Squalius castellanus Doadrio, Perea & Alonso, 2007
- Squalius cephalus (Linnaeus, 1758) — головень європейський
- Squalius cii (Richardson, 1857)
- Squalius fellowesii (Günther, 1868)
- Squalius gaditanus Doadrio, Sousa-Santos & Perea, 2023
- Squalius ghigii (Gianferrrari, 1927)
- Squalius illyricus Heckel & Kner, 1858
- Squalius irideus (Ladiges, 1960)
- Squalius janae Bogutskaya & Zupančič, 2010
- Squalius keadicus (Stephanidis, 1971)
- Squalius kosswigi (Karaman, 1972)
- Squalius kottelati Turan, Yilmaz & Kaya, 2009
- Squalius laietanus Doadrio, Kottelat & de Sostoa, 2007
- Squalius latus Keyserling, 1861
- Squalius lepidus Heckel, 1843
- Squalius lucumonis (Bianco, 1983)
- Squalius malacitanus Doadrio & Carmona, 2006
- Squalius microlepis Heckel, 1843
- Squalius moreoticus (Stephanidis, 1971)
- Squalius namak Khaefi, Esmaeili, Sayyadzadeh, Geiger & Freyhof, 2016
- Squalius orientalis (Nordmann, 1840)
- Squalius orientalis Heckel, 1847
- Squalius orpheus Kottelat & Economidis, 2006
- Squalius palaciosi (Doadrio, 1980)
- Squalius pamvoticus (Stephanidis, 1939)
- Squalius peloponensis (Valenciennes, 1844)
- Squalius platyceps Zupančič, Marić, Naseka, Bogutskaya, 2010
- Squalius prespensis (Fowler, 1977)
- Squalius pursakensis (Hankó, 1925)
- Squalius pyrenaicus (Günther, 1868)
- Squalius recurvirostris Özuluğ & Freyhof, 2011
- Squalius ruffoi (Bianco & Recchia, 1983)
- Squalius semae Turan, Kottelat & Bayçelebi, 2017
- Squalius seyhanensis Turan, Kottelat & Doğan, 2013
- Squalius spurius Heckel, 1843
- Squalius squaliusculus Kessler, 1872
- Squalius squalus (Bonaparte, 1837)
- Squalius svallize Heckel & Kner, 1858
- Squalius tartessicus Doadrio, Sousa-Santos & Perea, 2023
- Squalius tenellus Heckel, 1943
- Squalius torgalensis (Coelho, Bogutskaya, Rodrigues & Collares-Pereira, 1998)
- Squalius turcicus De Filippi, 1865
- Squalius ulanus (Günther, 1899)
- Squalius valentinus Doadrio & Carmona, 2006
- Squalius vardarensis Karaman, 1928
- Squalius verepi Turan, 2022
- Squalius zrmanjae Karaman 1928